# Ignacy Rawicz Dembiński
Ignacy Aleksy Jakub Dembiński herbu Rawicz (ur. 1766 w Szczekocinach, zm. 8 lipca 1829 w Warszawie) – polski ziemianin, kompozytor, autor listów.

## Życiorys
Był jedynym synem Franciszka i Urszuli z Morsztynów. Otrzymał gruntowne wykształcenie (m.in. w wieku czterech lat uczył się języka francuskiego w Krakowie, na pensji pani Cameline). Potem przeszedł na wychowanie do księdza Rykaczewskiego. Pod jego kuratelą uczył się w Akademii Stuttgarckiej. Obaj odbyli też podróż po Włoszech. Dysponował talentem muzycznym oraz kompozytorskim i zostawił po sobie kilka, popularnych ówcześnie, kompozycji. Był też autorem obszernych listów, stanowiących jedyną spuściznę literacką po nim. W 1786 ożenił się z Marianną Przebendowską, jednak po dwóch latach się rozwiódł (być może pod naciskiem matki, Urszuli Dembińskiej). Zainteresowała się nim Katarzyna Gostkowska z Kromołowa, córka generała Konstantego Gostkowskiego, czemu przeciwna była matka. W wyniku tego został porwany przez Katarzynę i para pospiesznie wzięła ślub, a potem wyjechała do Tarnowa. Następnie małżonkowie tułali się po dworach Małopolski.
W 1788 otrzymał od matki w dzierżawę dobra Sędziszów i Małoszów, ale w wyniku fatalnego gospodarowania, matka odebrała mu je i wyznaczyła alimenty w wysokości tysiąca złotych reńskich. W czerwcu 1797 małżonkowie rozpoczęli proces z matką poprzez plenipotenta Ignacego Głogowskiego. Był on pilnie śledzony przez opinię publiczną w Galicji. Obie strony odwoływały się do cesarza, który zalecił szybką ugodę. Proces zakończył się w 1800. W jego wyniku otrzymał dobra warte dwa miliony złotych polskich: klucze przysuski i korytkowski oraz folwark Małoszów ze wsiami Małoszów, Sietejów i Bolowiec. Dembińscy zamieszkali w modrzewiowym dworze w Przysusze. Odbywali liczne podróże zagraniczne, bywali w Wiedniu, Warszawie i Krakowie. W Warszawie przebywali najczęściej (do 1818) w pałacu przy ul. Senatorskiej 12. Z uwagi na trwonienie majątku Urszula Dembińska zwołała na początku 1814 radę rodzinną, na której dokonano podziału majątku. Ratowanie zasobów rodzinnych było potem przedmiotem kolejnych rad familijnych.
Zmarł w Warszawie i został pochowany w katakumbach cmentarza Powązkowskiego. Katarzyna Gostkowska zmarła w 1841.